# Norah Jones
Geetali Norah Jones Shankar (30. ožujka 1979.), poznatija kao Norah Jones, je američko-indijska kantautorica, pijanistica i glumica.

## Životopis
Rođena je u njujorškom Brooklynu, ali je odrastala u državi Texas. Stekla je osnovno i srednjoškolsko obrazovanje, koje je kratko nastavila i na fakultetu, prije nego što se posvetila glazbi. U školi je pjevala u zboru, bila članica sastava i svirala alt saksofon. Tijekom pohađanja srednje umjetničke škole dobila je dvije nagrade za najbolju jazz pjevačicu i jednu za najbolju kompoziciju.
Otac joj je indijski majstor sitara Ravi Shankar, a majka Amerikanka Sue Jones. Ima mlađu polusestru  Anoushku, koja je također uspješna glazbenica. Starijeg polubrata Subhendru nije upoznala. On je umro 1992. U 16. godini, popraćena blagoslovom obaju roditelja mijenja ime u  Nora Jones. Počela je glazbenu karijeru u barovima, često surađujući s glazbenikom Charliem Hunterom. Potpisala je za Blue Note Records i upoznala Jessea Harrisa koji ju je odveo do slave. Album prvijenac naslovljen Come Away with Me izdaje 2002. godine. Donio je pjesmu "Don't Know Why" koja je postala veliki uspjeh .
Prodao se u 27 milijuna primjeraka i osvojio čak 8 nagrada Grammy. Norah se usput okušala na filmu. Surađivala je s nizom glazbenika, kao što su Ray Charles, Willie Nelson (kojeg smatra mentorom), Lucinda Williams i mnogim drugima.
Obradila je pjesme Johnnyja Casha i Toma Pettya. Prvi album spajao je pop sa soulom i jazzom, drugi je bio inspiriran countryem, treći je okrenut rocku, a četvrti Nora izdaje 17. studenog 2009. godine.
Aktivna je u dobrotvornim akcijama. Napisala je i nekoliko politički angažiranih pjesama.
Osim svoje samostalne karijere, osnovala je i bendove The Little Willies i Puss n Boots.
Ona i njena sestra Anoushka Shankar su bliske i često glazbeno surađuju.
Udana je za klavijaturista Petea Remma, s kojim ima dva sina.
Nedavno je pokrenula i vlastiti podcast- Playing along u kojem intervjuira i pjeva sa raznim glazbenicima.

## Diskografija
Studijski albumi
- Come Away with Me (2002.)
- Feels like Home (2004.)
- Not Too Late (2007.)
- The Fall (2009.)
- Little Broken Hearts (2012.)
- Daybreaks (2016.)
- Begin again (2019.)

Surađivački albumi
- Rome (2011.) s Danger Mouse, Daniele Luppi i Jack White
- Foreverly (2013.) s Billie Joe Armstrong

Kompilacije
- ...Featuring Norah Jones (2010.)

EP
- First Sessions (2001.)
- Deep Cuts (2009.)

## Vanjske poveznice
- (engl.) Službena stranica